# Edward Bunker
Pour les articles homonymes, voir Bunker.
Edward Bunker, né le 31 décembre 1933 à Hollywood et mort le 19 juillet 2005 à Burbank (Californie), est un écrivain américain, auteur de romans policiers et scénariste de cinéma.

## Biographie
Edward Bunker est l'exemple même de l'enfant éduqué par les services sociaux dans les années 1940. À partir de ses 4 ans et jusqu'à ses 17 ans il n'a cessé de jongler entre maisons de redressement, fugues et maisons pour jeunes criminels. Il est incarcéré pour la première fois à 17 ans, dans la prison d'État de San Quentin, Big Q, réputée comme étant l'une des plus dures aux États-Unis. Il est le plus jeune homme à y avoir été détenu, mais réussit à s'en évader à deux reprises, dont une fois pour une cavale de plus de deux ans. Durant ses années de prison, il a appartenu au gang de la fraternité aryenne, connu pour ses agissements et ses meurtres sanglants dans les prisons californiennes.
Il a participé à quelques arnaques et vols à main armée en se justifiant par la nécessité de se nourrir et se loger, mais ne s'est jamais reconnu criminel. À ce sujet il a notamment déclaré : « Si je devais mettre sur une balance tout ce que j'ai fait à la société et tout ce que celle-ci m'a fait, je ne sais de quel côté elle pencherait. » Il a cependant avoué avoir besoin d'une adrénaline journalière qui constituerait sûrement, d'après lui, une cause de ses multiples délits.
En prison, le jeune homme se lie d'amitié avec Danny Trejo. Mais surtout, il y rencontre Caryl Chessman. Ensemble, ils discutent littérature par le biais des conduits d'aération, ce qui pousse Edward à réaliser son rêve : devenir écrivain. Tous deux deviendront des figures emblématiques pour les prisonniers américains.
Parallèlement à sa vie de jeune criminel, il fait la connaissance de Louise Wallis, figure du cinéma muet. C'est avec le soutien de cette véritable star d'Hollywood qu'il tente de se faire connaître dans le monde de l'édition. Après cinq romans refusés, No Beast So Fierce, son premier roman publié, est un succès.
Ses romans Aucune bête aussi féroce (No Beast So Fierce), La Bête contre les murs (Animal Factory) et La Bête au ventre (Little Blue Boy) sont des modèles de polars mettant en scène des personnages marqués par la violence et la prison, où apparaît la difficulté de se réinsérer dans la société pour un ancien taulard. Ses romans comportent également une critique féroce du système carcéral américain et une description précise et pragmatique des rapports humains en prison.
Il est moins prolifique que James Ellroy, à qui il est souvent comparé, même si ce dernier a témoigné son admiration envers Bunker à plusieurs reprises.

## Œuvres
- No Beast So Fierce (1973) Publié en français sous le titre Aucune bête aussi féroce, Paris, Payot & Rivages, coll. « Rivages/Noir » no 127, traduction de l'américain par Freddy Michalski ; introduction de William Styron et postface de James Ellroy, 1992
- The Animal Factory (1977) Publié en français sous le titre La Bête contre les murs, Paris, Payot & Rivages, coll. « Rivages/Noir » no 174, traduction de l'américain par Freddy Michalski ;1994
- Little Boy Blue (1981) Publié en français sous le titre La Bête au ventre, Paris, Payot & Rivages, coll. « Rivages/Noir » no 225, traduction de l'américain par Freddy Michalski ;1995
- Dog Eat Dog (1995) Publié en français sous le titre Les Hommes de proie, Paris, Payot & Rivages, coll. « Rivages/Thriller », traduction de l'américain par Freddy Michalski ; 1997 ; réédition Paris, Payot & Rivages, coll. « Rivages/Noir » no 344, préface de William Styron, 2000
- Mr. Blue: Memoirs of a Renegade ou Education of a Felon (1999) Publié en français sous le titre L'Éducation d'un malfrat, Paris, Rivages, coll. « Écrits noirs », 2001 ; réédition Paris, Payot & Rivages, coll. « Rivages/Noir » no 549, traduction de l'américain par Freddy Michalski ; 2005
- Stark (2006) Publié en français sous le titre Stark, Paris, Payot & Rivages, coll. « Rivages/Thriller » 2008 ; réédition Paris, Payot & Rivages, coll. « Rivages/Noir » no 766, traduction de l'américain par Freddy Michalski ;préface de James Ellroy, 2010
- Death Row Breakout and Other Stories (2010) Publié en français sous le titre Évasion du couloir de la mort, Paris, Payot & Rivages, coll. « Rivages/Thriller », traduction de l'américain par Freddy Michalski ;2012 ; réédition Paris, Payot & Rivages, coll. « Rivages/Noir » no 1026, 2016

## Adaptations
Plusieurs romans d'Edward Bunker ont été adaptés en scénarios pour le cinéma :
- 1978 : Le Récidiviste (Straight time), film américain réalisé par Ulu Grosbard, d'après le roman No Beast So Fierce, avec Dustin Hoffman, Theresa Russell et Harry Dean Stanton.
- 2000 : Animal Factory, film américain réalisé par Steve Buscemi, d'après le roman The Animal Factory, avec Willem Dafoe, Edward Furlong et Danny Trejo.
- 2016 : Dog Eat Dog, film américain réalisé par Paul Schrader, d'après le roman Dog Eat Dog, avec Nicolas Cage et Willem Dafoe.

## Filmographie
Edward Bunker a joué dans plusieurs films et séries TV, la plupart du temps des rôles de brigands, et toujours pour de brèves apparitions. Il lui est également arrivé de servir de conseiller technique, ou de participer à la production ou l'écriture de films. Il a participé à l'adaptation de ses deux romans pour le cinéma, l'un en tant que scénariste, l'autre en tant que coproducteur.

### Conseiller technique
- 1978 : Le Récidiviste (Straight time), d'Ulu Grosbard
- 1992 : American Heart, de Martin Bell
- 1995 : Heat, de Michael Mann

### Scénariste
- 1978: Le Récidiviste (Straight time), d'Ulu Grosbard
- 1985 : Runaway Train, d'Andrei Konchalovsky

### Coproducteur
- 2000 : Animal Factory, de Steve Buscemi

### Acteur
- 1978 : Le Récidiviste (Straight time), d'Ulu Grosbard : Mickey
- 1980 : Le Gang des frères James (The Long Riders), de Walter Hill : Bill Chadwell
- 1985 : Runaway Train, d'Andrei Konchalovsky : Jonah
- 1986 : Slow Burn, de Matthew Chapman : Georges
- 1987 : Running Man (The Running Man), de Paul Michael Glaser : Lenny
- 1989 : Relentless, de William Lustig : Cardosa
- 1989 : Tango et Cash (Tango and Cash), d'Andrei Konchalovsky et Albert Magnoli : Capitaine Holmes
- 1989 : Appel d'urgence (Miracle Mile) de Steve De Jarnatt : Veilleur de nuit de la station de service
- 1990 : Rick Hunter (série TV) - Saison 7, épisode 3 : le tueur à gage
- 1992 : Reservoir Dogs, de Quentin Tarantino : M. Blue
- 1994 : Somebody to Love, d'Alexandre Rockwell : Jimmy
- 1996 : Caméléone, de Benoît Cohen : Sid Dembo
- 1999 : Shadrach (en), de Susanna Styron : Joe Thorton
- 2000 : Animal Factory, de Steve Buscemi : Buzzard
- 2002 : 13 Moons (en), d'Alexandre Rockwell : 2002
- 2005 : Mi-temps au mitard (The Longest Yard), de Peter Segal : Skitchy Rivers
- 2006 : Nice Guys, de Joe Eckardt : Big Joe